# هیا (هاوایی)
هیا (به انگلیسی: Heʻeia) یک منطقهٔ مسکونی در ایالات متحده آمریکا است که در هاوایی واقع شده‌است. هیا ۸٫۷ کیلومتر مربع مساحت و ۴٬۹۶۳ نفر جمعیت دارد و ۴ متر بالاتر از سطح دریا واقع شده‌است.